# Хендрикс, Мухсин
Мухсин Хендрикс (англ. Muhsin Hendricks; июнь 1967, Кейптаун, Капская провинция — 15 февраля 2025, Bethelsdorp, Восточно-Капская провинция, ЮАР) — южноафриканский имам, исламовед и ЛГБТ-активист. Он принимал участие в работе различных групп по защите прав ЛГБТ-мусульман и выступал за более широкое признание представителей ЛГБТ в исламе. Его называют первым в мире открытым геем-имамом; он совершил каминг-аут в 1996 году. Хендрикс был убит из огнестрельного оружия в феврале 2025 года в Гебехе, Южная Африка.

## Юные годы и личная жизнь
Хендрикс воспитывался в традиционной мусульманской семье, а его дед был исламским священнослужителем. Он учился в Университете исламоведения в Пакистане. Он заявил, что его «предки имеют смешанное индонезийское и индийское происхождение. Их привезли в Кейптаун в качестве политических заключённых и рабов голландские колонизаторы».
В 1991 году он женился на женщине, и у них были дети; пара развелась в 1996 году. После этого он жил в амбаре в течение трёх месяцев, постился около 80 дней и медитировал на свою веру в форме истихары. Хендрикс совершил каминг-аут в том же году, в возрасте 29 лет. В то время он служил имамом, проповедовал в мечетях и близлежащем медресе, и его отстранили из-за его сексуальной ориентации.
У Хендрикса были отношения с мужчиной-индуистом. По состоянию на 2017 год они были вместе уже 11 лет.

## Общественная деятельность
В 1996 году Хендрикс основал Inner Circle — сеть поддержки, помогающую (но не исключительно) геям-мусульманам разобраться со своей сексуальной ориентацией и тем, как она может повлиять на их религиозную веру. Сеть была создана в ответ на протесты ЛГБТ-мусульман, которые чувствовали себя исключёнными из традиционных мечетей во время пятничных молитв. С 1998 года Хендрикс проводил молитвы, консультации и церемонии бракосочетания мусульман одного пола. Inner Circle позже был известен как «Фонд Аль-Фитра».
Мухсин Хендрикс заявил, что в его интерпретации (и в противовес общепринятому исламу) в Коране нет ничего, что осуждало бы гомосексуальность. Он интерпретирует историю Содома и Гоморры как осуждение изнасилования, а не гомосексуальности. Это противоречит общепринятым взглядам мусульман, которые используют эту историю для осуждения однополых отношений. Мусульманский судебный совет осудил Хендрикса в 2007 году, позже издав фетву против геев. Эта позиция, поддерживаемая большинством основных мусульманских организаций Южной Африки, подвергается критике за непризнание гендерного и сексуального разнообразия в доколониальных мусульманских обществах. В дополнение к этому в африканском контексте часто наблюдается сопротивление правам ЛГБТ со стороны консервативных групп всех вероисповеданий, которые считают гомосексуальность неафриканским явлением.
В 2011 году он основал в Южной Африке мечеть Масджидуль Гурбаа, принадлежащую фонду Аль-Гурбаа. Об этом начинании Хендрикс сказал: «В мусульманской общине царит атмосфера любви и ненависти. Иногда они думают, что меня следует сбросить с самой высокой горы, а иногда они ценят то, что есть один имам, который готов работать с людьми, с которыми они не желают работать».
Хендрикс снялся в документальном фильме 2007 года «Джихад за любовь». В 2022 году Хендрикс стал героем немецкого документального фильма «Радикал».

## Смерть
Хендрикс был смертельно ранен 15 февраля 2025 года во время посещения свадьбы в Гебехе. Хендрикс находился на заднем сиденье автомобиля, когда Toyota Hilux преградила им дорогу и из неё начали стрелять. На кадрах с камер видеонаблюдения были замечены подозреваемые в масках, уходящие с места убийства.